# A Stage Romance
A Stage Romance er en amerikansk stumfilm fra 1922 af Herbert Brenon.

## Medvirkende
- William Farnum som Edmund Kean
- Peggy Shaw som Anna Damby
- Holmes Herbert
- Mario Carillo som Melville
- America Chedister som Lady Anne Boyle
- Paul McAllister som Koefeld
- Etienne Girardot som Salomon